# Marcelino García Velasco
Marcelino García Velasco (Palencia; 26 de abril de 1936-Palencia; 7 de abril de 2023) fue un poeta español.

## Biografía
García Velasco nació en Palencia, aunque vivió hasta los 6 años en Astudillo, en casa de sus abuelos.
Académico de la Institución Tello Téllez de Meneses desde 30 de mayo de 1996, de la que fue nombrado director el 17 de diciembre de 2013.
Maestro de escuela durante cerca de cuarenta años, fue codirector de la revista Rocamador, fundada en 1955, y secretario de Verbo en su última época. Además, ha publicado sus poemas en revistas españolas, francesas, portuguesas y americanas. También fue el autor de la letra de algunas obras musicales, como el himno de Abarca de Campos, con música de Francis Chapelet.
Perteneciente a la llamada «Generación de la palabra» al igual que otros poetas de Castilla como Claudio Rodríguez o Jesús Hilario Tundidor, en su obra ha conseguido plasmar un estilo característico, dando testimonio social y estético de la tierra que siempre tuvo ante sus ojos y con el lenguaje que escuchó cada día en su Astudillo de adopción. García Velasco, ha recibido numerosos premios, como el Premio "Ciudad de Palma" de poesía en 1969, destacando entre sus libros La jornada, Elegía mayor sobre los trigos, Intenciones poéticas y De la muerte y otros caminos cotidianos, galardonado con el Premio Fray Luis de León. En 2013 se publicó el libro La poesía de Marcelino García Velasco, que analiza su obra.
Falleció en Palencia el 7 de abril de 2023, con 86 años.

## Obra
- Tratado de Castilla (1985)
- Al vuelo de tu nombre (1987)
- Voces de aquí, Palencia (1988)
- Ellos me dan su luz (1993)
- Palencia ayer (1996)
- Libro homenaje a Victorio Macho (1997)
- Antología Fernández Nieto (1997)
- De la muerte y otros caminos cotidianos (1997)
- Palencia hoy (1997)
- Palencia, una ciudad para poetas (1999)
- 19 poetas: antología de poesía palentina del siglo XX (2000)
- Memoria del mirar (2006)
- Lo traigo andado: campos y pueblos de Palencia (2008)
- Fechas retenidas (2009), Entrar en la Catedral (2013)
- Victorio Macho: apuntes de una vida (2016)
- Calle Mayor (2018)
- Cartas viejas: correspondencia epistolar de un premio Nobel con un poeta palentino novel. Vicente Aleixandre - Marcelino García Velasco (2019)